# Tanyderus terraereginae
Tanyderus terraereginae är en tvåvingeart som först beskrevs av Alexander 1924.  Tanyderus terraereginae ingår i släktet Tanyderus och familjen Tanyderidae. Inga underarter finns listade i Catalogue of Life.